# Tarcău
Tarcău es una comuna ubicada en el distrito de Neamț, Rumania.

## Superficie
Posee una superficie de 398,9 kilómetros cuadrados.

## Demografía
Hasta 2021 la población era de 2952 habitantes, con una densidad de población de 7,40 habitantes por kilómetro cuadrado.